# Tooske Ragas
 (juin 2018).
Le contenu est difficilement compréhensible vu les erreurs de traduction, qui sont peut-être dues à l'utilisation d'un logiciel de traduction automatique.
 (juin 2018).
Si vous disposez d'ouvrages ou d'articles de référence ou si vous connaissez des sites web de qualité traitant du thème abordé ici, merci de compléter l'article en donnant les références utiles à sa vérifiabilité et en les liant à la section « Notes et références ».
Tooske Ragas, nom de scène de Antonia Grietje Ragas-Breugem, née le 3 juin 1974 à Zwolle (Pays-Bas), est une animatrice de télévision, actrice et chanteuse néerlandaise.

## Carrière professionnelle
Tooske Ragas a étudié la littérature anglaise à l'Université d'Utrecht et a terminé ses études en 1998, elle travaille ensuite pour MTV Europe à New York. En 2002, elle anime les deux premières saisons d'Idols, l'édition néerlandaise de Pop Idol, et a également lu les résultats du sondage téléphonique néerlandais lorsqu'elle cherchait une superstar dans le monde entier devant plus de 100 millions de téléspectateurs.
Lors de la première mondiale à Rotterdam de la comédie musicale The Three Musketeers des Bolland Brothers en 2003, elle joue Constance, la femme chère au cœur du héros d'Artagnan, joué et chanté par Bastiaan Ragas. Ragas, — qui était auparavant membre du boys band Caught in the Act — et Tooske Breugem ont également appris à se connaître en privé. Ensemble, ils enregistrent la chanson Alles, qui se retrouve au sommet du hit-parade aux Pays-Bas. Le 25 juin 2005, ils se marient et Tooske prend son nom de famille.
De septembre 2005 à mai 2007, elle joue avec Marco Schreyl, après une courte pause, la troisième et quatrième saison de Deutschland sucht den SuperStar sur RTL. Initialement attaquée par le quotidien allemand Bild-Zeitung en tant que « poussin de fromage », elle échange des lettres avec le journal au sujet des clichés germano-hollandais.

## Vie privée
De 2002 à 2003, elle est mariée à l'acteur américain Keith David.
En juin 2005, elle épouse le chanteur néerlandais Bastiaan Ragas. Le 13 février 2007, elle donne naissance à son premier enfant, une fille, à Amsterdam. Le 7 avril 2007, elle reprend sa carrière et est la présentatrice de Deutschland sucht den Superstar. Cependant, elle ne présente plus l'émission depuis la cinquième saison en 2008. Sa deuxième fille est née le 28 mai 2008. Sa troisième fille est née le 7 avril 2010.

## Filmographie

### Courts métrages
- 2012 : The Club Of Ugly Children de Jonathan Elbers

### Série télévisée
- 2017 : Les Mystères d'Hunter Street de Reint Schölvinck et Melle Runderkamp : Kate Hunter

## Animation
- 2002 : Pop Idol : Animatrice
- 2005-2007 : Deutschland sucht den SuperStar (3e et 4e saison) : Animatrice
- 2007-2009 :  Het Beste Idee van Nederland : Animatrice